# Pitkin (Louisiane)
Pour les articles homonymes, voir Pitkin.
Pitkin est une census-designated place de la paroisse de Vernon, en Louisiane, aux États-Unis. 